# Brzeziny (gmina wiejska w województwie łódzkim)
Brzeziny – gmina wiejska w województwie łódzkim, w powiecie brzezińskim. W latach 1975–1998 gmina położona była w województwie skierniewickim.
Siedziba gminy to Brzeziny.
Według danych z 31 grudnia 2007 gminę zamieszkiwały 5404 osoby.

## Struktura powierzchni
Według danych z roku 2007 gmina Brzeziny ma obszar 106,64 km², w tym:
- użytki rolne: 74%
- użytki leśne: 21%

Gmina stanowi 29,74% powierzchni powiatu brzezińskiego.

## Rezerwaty przyrody
Na terenie gminy znajduje się rezerwat przyrody Parowy Janinowskie chroniący las bukowy z kompleksem erozyjnych parowów charakterystycznych dla krawędzi Wyżyny Łódzkiej.

## Demografia

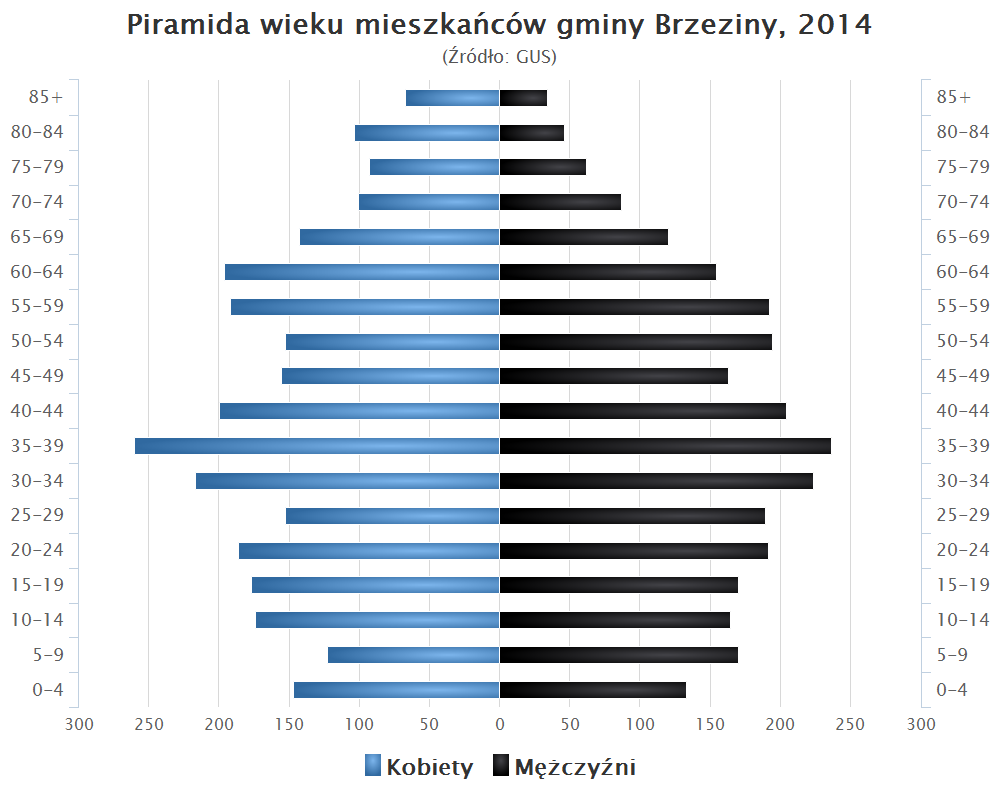
Piramida wieku mieszkańców gminy Brzeziny w 2014 roku

Dane z 31 grudnia 2007:
| Opis                              | Ogółem | Ogółem | Kobiety | Kobiety | Mężczyźni | Mężczyźni |
| --------------------------------- | ------ | ------ | ------- | ------- | --------- | --------- |
| Jednostka                         | osób   | %      | osób    | %       | osób      | %         |
| Populacja                         | 5404   | 100    | 2793    | 51,7    | 2611      | 48,3      |
| Gęstość zaludnienia [mieszk./km²] | 51     | 51     | 26      | 26      | 24        | 24        |

## Wsie sołeckie
Adamów, Bielanki, Bronowice, Buczek, Dąbrówka Duża, Dąbrówka Mała, Eufeminów, Gaj, Gałkówek-Kolonia, Grzmiąca, Helenów, Jaroszki, Jordanów, Kędziorki, Małczew, Marianów Kołacki, Paprotnia, Poćwiardówka, Polik, Przanówka, Przecław, Rozworzyn, Syberia, Szymaniszki, Teodorów, Tworzyjanki, Witkowice, Zalesie.

## Pozostałe miejscowości
Bielanki (kolonia), Bogdanka, Bogdanka (osada), Czyżyków, Eufeminówek, Helenówka, Henryków, Ignaców, Jabłonów, Janinów, Janinów (leśniczówka), Michałów, Pieńki Henrykowskie, Rochna, Sadowa, Stare Koluszki, Strzemboszewice, Ścibiorów, Tadzin, Żabieniec

## Sąsiednie gminy
Andrespol, Brzeziny (miasto), Koluszki, Nowosolna, Rogów, Stryków, Dmosin

## Miasta partnerskie
- Zöblitz